# Merimnetria maculaticornis
Merimnetria maculaticornis là một loài bướm đêm thuộc họ Gelechiidae. Nó là loài đặc hữu của Hawaii.